# Kristian Knöppel

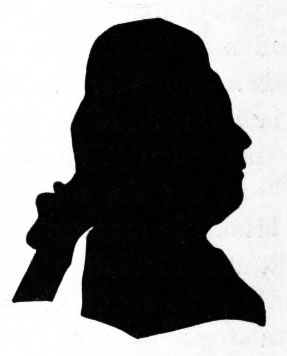
068-Kristofer Knöppel-Svenska Teatern 1

Kristian Knöppel, även kallad Christopher Knöppel, född 1717 i Filipstad, död 1800, var en svensk skådespelare, översättare och pjäsförfattare, en av de första skådespelarna i landet och verksam i den svensk pionjärtruppen i Stora Bollhuset. Han nämns som en av de främsta skådespelarna vid den första svenska nationalscenen. 
Född i Filipstad, där fadern var bergsman, studerade han vid Uppsala 1738 och kom 1740 till Stockholm, där han 1741 var aktör vid teatern fram till åtminstone 1751. Han ansågs som en av teaterns främsta skådespelare, men han var också teaterns översättare och pjäsförfattare och även där mycket uppskattad. Bland de pjäser han fick spelade på teatern fanns Den vilda ön säsongen 1748 och Mötes-platsen i mörkret 1750. Han skrev även poesi utanför teatern och blev författare efter sin tid där. 
År 1770 lovordades Elisabeth Lillström, Kristian Knöppel och Johan Palmberg "för nationen och dem själva lovvärda insatser, som gav hopp om den svenska skådespelarkonsten".